# 保和省
保和省，或称薄荷省是菲律賓中米沙鄢大區下的一個省份，由保和島（或称薄荷島）和75个小岛组成，首府為塔比拉蘭市。
保和省为一级收入省份，分为3个立法区，包含1个構成市和47个自治市，共下辖1109个描籠涯。
保和省的海滩与度假村是受到许多人喜爱的旅游胜地，众多景点和潜水中心遍布南部海滩。其主島保和島上有著名的巧克力山，为省内最受欢迎的景点；塔比拉蘭市西南邊的邦勞島则以潜水运动闻名，常被列为世界十大潜水地点之一。此外，保和省还有着独特的动物资源，世界上最小的灵长类动物之一菲律宾眼镜猴便生活在这里。
保和省是菲律宾第八任总统（1957–1961年在任）的故乡，他出生于保和島的 Talibon 市。
2013年10月15日，保和省遭受7.2级地震的严重破坏，震中位于 Sagbayan 市以南6公里处，波及範圍達到了宿霧省南部，共导致156人死亡、374人受伤，并毁坏了许多保和省的传统教堂。
自2017年起，保和省政府开始向联合国教科文组织申请将整个省列为世界地质公园。

## 延伸阅读
- Cajes, Alan S. . 2004  [2017-08-25]. （原始内容存档于2004-04-12）.
- Tirol, Jes Belarmino. . Bohol Chronicle. 2011-01-09  [2017-08-25]. （原始内容存档于2011-01-15）.